# Titanomàquia (poema èpic)

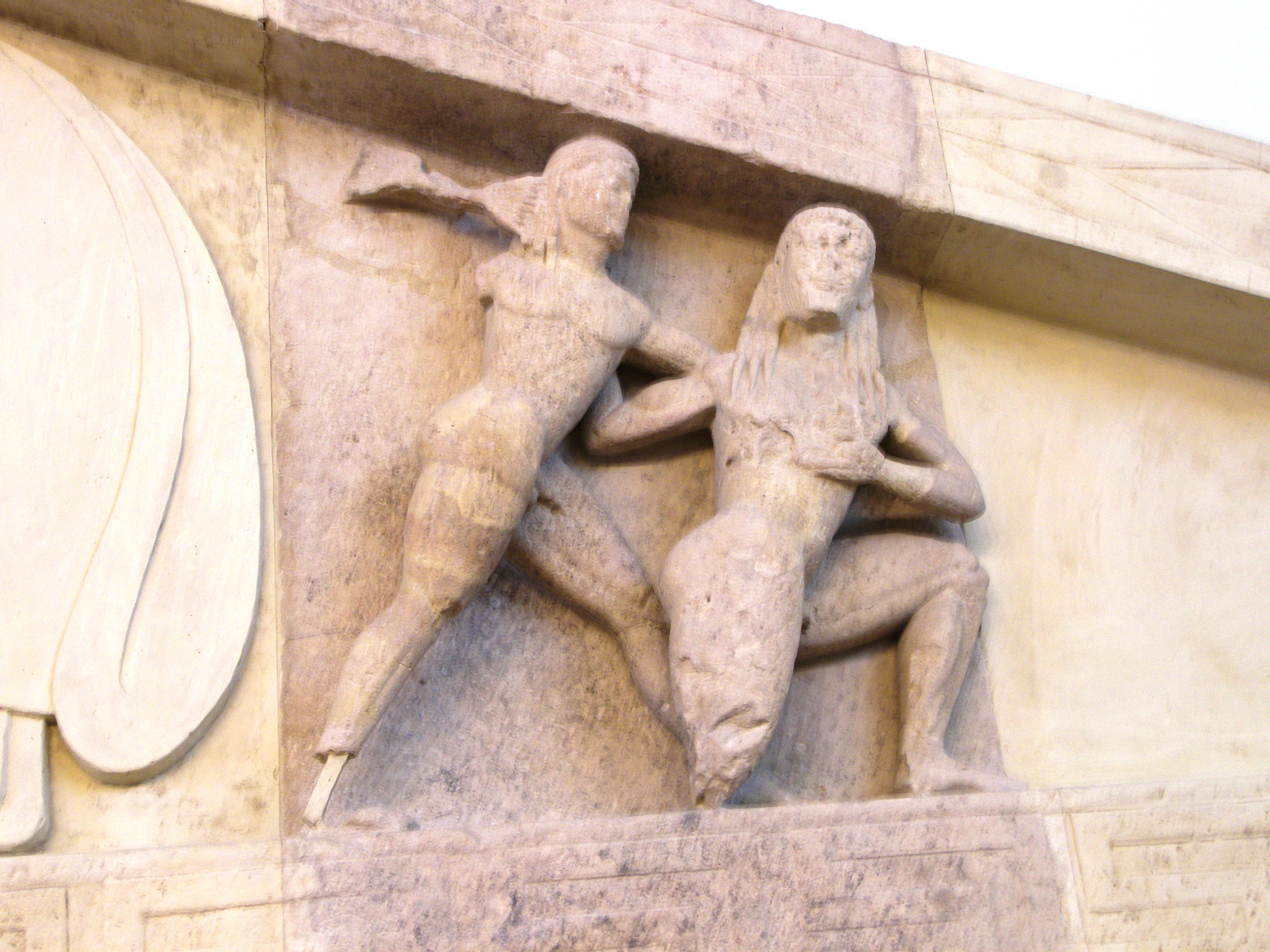
Possible Titanomàquia: s'hi representa un Zeus imberbe llançant un llamp contra un Tità agenollat? (o Gegant?) al frontó de Gòrgona del Temple d'Àrtemis de Corfú, exhibit en el Museu Arqueològic de Corfú

La Titanomàquia (en grec antic: Τιτανομαχία) és un poema èpic perdut de temàtica la mitològica que formava part del cicle èpic. Tractava sobre la lluita que Zeus i els seu germans, els déus Olímpics, dugueren a terme per a enderrocar el seu pare Cronos i la seua generació divina, els Titans.

## Obra, autor i composició
El poema es va atribuir a Eumel de Corint (segle viii aC), un bard mig llegendari de la família governant dels Baquíades, a l'antiga Corint, que fou considerat el compositor tradicional del Prosòdion, l'himne processional de la independència de Messene que s'interpretava a Delos (Cíclades).
Fins i tot a l'Antiguitat hi havia autors que citaven la Titanomàquia de manera anònima. M. L. West conclou que el nom d'Eumel es va relacionar amb poema perquè era l'únic nom raonable. A partir d'aquesta evidència tan irregular,  sembla que el relat d'Eumel sobre la Titanomàquia diferia del relat supervivent de la Teogonia d'Hesíode en punts destacats. La data del segle viii aC per al poema no és pas possible. West atribueix una data de la fi del segle vii aC com la més primerenca.
La Titanomàquia es va dividir en dos llibres, si més no. La batalla dels Olímpics i els Titans anava precedida per alguna classe de teogonia o genealogia dels déus primitius, on l'escriptor medieval Joan Laurenci assenyala que l'autor de la Titanomàquia situa el lloc de naixement de Zeus no pas a Creta, sinó a Lídia, de manera que la muntanya havia de ser el Mont Sípil (Àsia Menor).

## Fragments
A continuació se citen els fragments i testimonis de la Titanomàquia en referència a l'argument:
Fragment 1
La Titanomàquia és la primera part del Cicle èpic, que comença amb la unió mítica d'Urà, el Cel, i Gea, la Terra, de la qual naixen sis fills, els tres Hecatonquirs i els tres ciclops. També s'hi diu que Urà era fill d'Èter, perquè tot prové de l'èter.
Fragment 2
Hesíode diu que Egeó és fill d'Urà i Gea. El mateix personatge és anomenat Briàreu, Egeó i Gies indistintament. Eumel diu que Egeó és fill de Gea i Pontos i que, com que residia a la mar, va combatre al costat dels titans. També hi afegeix que les famoses columnes d'Hèracles pertanyen de veritat a Egeó.
Fragment 3
Els cavalls d'Hèlios i les Hores eren dos mascles i dues femelles. Els mascles es deien Eos i el flamant Ètop; les femelles es deien Bront, el 'tro', i Estèrope, el 'llampec'.
Fragment 4
Se'ns diu que uns peixos d'or juguen en l'aigua imperible. No se'n coneix el context.
Fragment 5
Zeus, pare de déus i humans, dansava enmig dels altres déus, imitant la dansa de guerra dels curets.
Fragment 6
Quiró era un ésser savi, el primer a dirigir els mortals cap a la justícia després d'ensenyar-los els juraments i sacrificis escaients per als déus de l'Olimp.
Fragment 7
Cronos es va unir amb Fílira en forma de cavall, i és per això que Quiró té naturalesa humana i animal. L'esposa de Quiró era Caricle.
Fragment 8
La Titanomàquia fou la primera obra que deia que Hèlios viatjava per l'horitzó en una caldera d'or.
Fragment 9
Les pomes de les Hespèrides eren custodiades per les harpies, que eren les mateixes nimfes Hespèrides.
Fragment 10
Les Plèiades eren set, i eren filles d'Atles: l'amable Taígete, Electra, Alcíone, Astèrope,  Celeno, Mèrope i Maia, que a les muntanyes de Cilene il·luminà Hermes, missatger dels déus.
Fragment 11
Zeus amuntega núvols i és a punt de llançar una sageta a un tità, quan s'alegra en veure que era auxiliat per Febus.